# Kvistfallstjärnen
Kvistfallstjärnen är en sjö i Karlskoga kommun i Värmland och ingår i Göta älvs huvudavrinningsområde. Sjön är 5 meter djup, har en yta på 0,008 kvadratkilometer och är belägen 229 meter över havet.